# Babice (ort i Tjeckien, Olomouc)
Babice är en ort i Tjeckien.   Den ligger i regionen Olomouc, i den östra delen av landet, 210 km öster om huvudstaden Prag. Babice ligger 245 meter över havet och antalet invånare är 405.
Terrängen runt Babice är platt åt sydväst, men åt nordost är den kuperad.Runt Babice är det tätbefolkat, med 476 invånare per kvadratkilometer. Närmaste större samhälle är Olomouc, 15,8 km söder om Babice. I omgivningarna runt Babice växer i huvudsak blandskog.